# LANアナライザ
LANアナライザ（ラン アナライザ）はプロトコルアナライザの一種で、LAN上を通過するトラフィックを監視するための装置である。
製品としては測定用のハードウェアと解析機能が一体となったものや、汎用的なPCで動作するソフトウェアがある。ネットワーク上のトラフィックを特定の通信プロトコルや他の仕様に従って翻訳することが可能で、通信プロトコルの状態や上位レイヤのコンテンツを解読したり分析したりできる。
「パケットアナライザ」や「ネットワークアナライザ」と呼ばれる事もある。また「Sniffer（スニファ）」とも呼ばれることがある 。

## 概要
有線LANでLANアナライザを利用する場合は、観測対象のトラフィックをネットワークの配置や構造に応じてLANアナライザが取得可能であるようにする必要がある。かつて用いられたバス型の場合は伝送媒体の物理層のケーブルを共有するようにLANアナライザを配置する。スター型LANのHUBの場合はデータリンク層を共有するように空きポートにLANアナライザを接続する。
近年標準的となっているLANスイッチの場合はモニタリングポートを構成し、観測対象のトラフィックをLANアナライザを接続したポートに共有して流れるようにする。
無線LANでは物理層となる空間の電波伝播を共有しているため、有線LANのようにネットワークの配置や構造を考慮する必要はない。
有線ネットワーク、無線ネットワークともに、他のマシンに出入りするトラフィックを受け取るためには、全てのデータを受信可能とするプロミスキャス・モード（無差別モード）で動作させる必要がある。ネットワークデバイス・ドライバーによって、このモードをサポートしていないものもある。
初期には単に物理層の信号をデジタルデータ列として直接出力するものが多かったが、後にパケットの内容を解析して翻訳しより理解しやすい形で表示するものが登場している。どこまでがプロトコルヘッダであるかといった情報を視覚的に表示するもの、DNS関連のパケットであれば名前解決の要求であるのか応答であるのかなど、SNMP関連のパケットであればASN.1の解析と表示などが代表例として挙げられる。

## LANアナライザの利用用途
LANアナライザはLAN上を流れるトラフィックを観測するもので、次のような用途で用いられる。
- ネットワーク利用を調査する
- ネットワークに関するトラブルシューティング
- ネットワークに侵入する試みを検知する
- ネットワークユーザの行動を監視し、パスワード等の秘密の情報を盗む
- ネットワーク上で用いられるプロトコルをリバースエンジニアリングする

## 代表的なLANアナライザ
- Sniffer Portable Professional
- Sniffer Adaptive Application Analyzer
- tcpdump
- Wireshark
  - Ethereal
- Ettercap
- dSniff
- OmniPeek
  - EtherPeek
  - AiroPeek
- PRTG
- Ngrep
- Xplico
- Narus
- NetVCR　(アプライアンス型)
- ClearSight　(ソフトウェアもしくはアプライアンス型)
- Colasoft Capsa